# Heiltz-le-Maurupt
Heiltz-le-Maurupt est une commune française, située dans le département de la Marne en région Grand Est.

## Géographie

### Localisation
Heiltz-le-Maurupt se trouve au sud-est du département de la Marne, en région Grand Est. La commune appartient à la région agricole du Perthois.
La commune de Heiltz-le-Maurupt s'étend sur une superficie de 1 627 hectares. Sur son territoire, l'altitude varie de 113 à 132 mètres. Son point culminant est la Côte Rémont, au nord-est de la commune. Le village se trouve à l'ouest du territoire, à proximité de la Chée. Au sud, l'Ornain sert de frontière avec la commune de Pargny-sur-Saulx.
Par la route, Heiltz-le-Maurupt se situe à 43 km de Châlons-en-Champagne, préfecture de la Marne, à 31 km de Bar-le-Duc, préfecture de la Meuse, à 24 km de Saint-Dizier, principale ville de la Haute-Marne, à 23 km de Vitry-le-François, sa sous-préfecture de rattachement, et à 9 km de Sermaize-les-Bains, bureau centralisateur du canton de Sermaize-les-Bains dont dépend Heiltz-le-Maurupt depuis 2015. La commune fait en outre partie du bassin de vie de Revigny-sur-Ornain, commune de la Meuse distante de 13 km par la route.
Heiltz-le-Maurupt est limitrophe de 10 communes :
| Sogny-en-l'Angle, Vanault-les-Dames | Vernancourt              | Villers-le-Sec     |
| Jussecourt-Minecourt                | Heiltz-le-Maurupt        | Alliancelles       |
| Bignicourt-sur-Saulx                | Étrepy, Pargny-sur-Saulx | Sermaize-les-Bains |

### Hydrographie
La commune est dans la région hydrographique « la Seine de sa source au confluent de l'Oise (exclu) » au sein du bassin Seine-Normandie. Elle est drainée par l'Ornain, la Chée, la Vière, le Cru, le Flancon, le ruisseau des Vassues, le canal 01 des Harissées, le Fossé 01 de la Boutonne, le Fossé 01 de Saule la Demoiselle, le Fossé 02 du Bois de l'Étang, le Fossé Neuf, le ruisseau Petit Flancon, divers bras de l'Ornain et divers autres petits cours d'eau,.
Parmi ses principaux cours d'eau :
- L'Ornain, d'une longueur de 116 km, prend sa source dans la commune de Grand et se jette dans la Saulx à Étrepy, après avoir traversé 36 communes[11].
- La Chée, d'une longueur de 69 km, prend sa source dans la commune de Seigneulles et se jette dans la Saulx à Vitry-en-Perthois, après avoir traversé 21 communes[12].
- La Vière, d'une longueur de 42 km, prend sa source dans la commune de Noirlieu et se jette dans la Chée à Outrepont, après avoir traversé 13 communes[13].
- Le Flancon, d'une longueur de 13 km, prend sa source dans la commune et se jette dans la Vière à Vavray-le-Grand, après avoir traversé sept communes[14].
- Le Cru, d'une longueur de 12 km, prend sa source dans la commune de Bettancourt-la-Longue et se jette dans le Flancon à Jussecourt-Minecourt, après avoir traversé sept communes[15].

Trois plans d'eau complètent le réseau hydrographique : la gravière des Basses Charrières (1,4 ha), la Pointe Cain (2 ha) et les Carrières des Grands Prés, d'une superficie totale de 8,5 ha (1,6 ha sur la commune),.

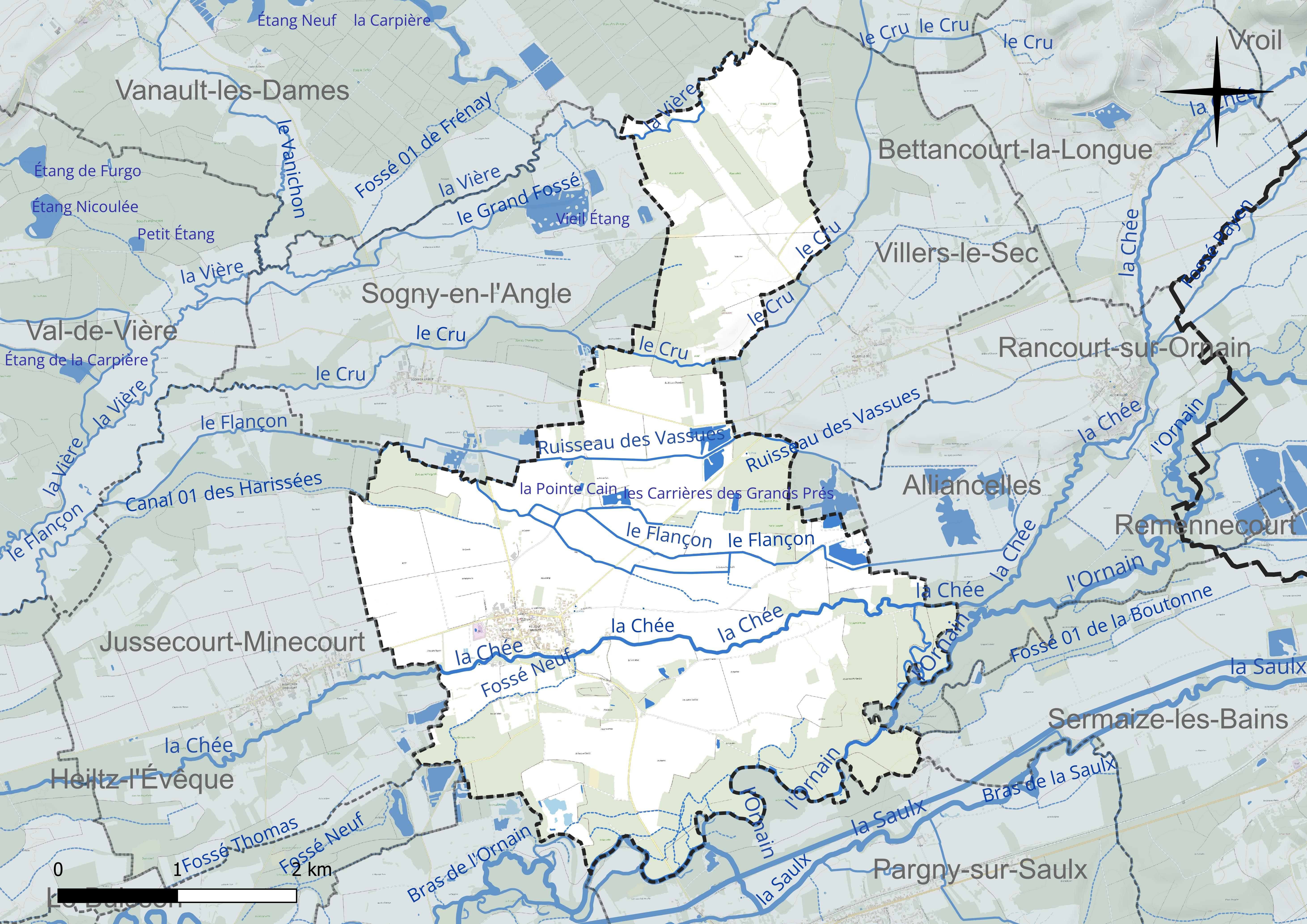
Réseau hydrographique d'Heiltz-le-Maurupt.

### Climat
Pour des articles plus généraux, voir Climat du Grand Est et Climat de la Marne.
En 2010, le climat de la commune est de type climat des marges montargnardes, selon une étude du Centre national de la recherche scientifique s'appuyant sur une série de données couvrant la période 1971-2000. En 2020, Météo-France publie une typologie des climats de la France métropolitaine dans laquelle la commune est exposée à un climat océanique altéré et est dans une zone de transition entre les régions climatiques « Nord-est du bassin Parisien » et « Lorraine, plateau de Langres, Morvan ». 
Pour la période 1971-2000, la température annuelle moyenne est de 10,3 °C, avec une amplitude thermique annuelle de 15,7 °C. Le cumul annuel moyen de précipitations est de 813 mm, avec 12,4 jours de précipitations en janvier et 8,8 jours en juillet. Pour la période 1991-2020, la température moyenne annuelle observée sur la station météorologique de Météo-France la plus proche, « Vassincourt », sur la commune de Vassincourt à 16 km à vol d'oiseau, est de 11,4 °C et le cumul annuel moyen de précipitations est de 871,0 mm. 
La température maximale relevée sur cette station est de 41,7 °C, atteinte le 24 juillet 2019 ; la température minimale est de −17,4 °C, atteinte le 20 décembre 2009,,. 
Les paramètres climatiques de la commune ont été estimés pour le milieu du siècle (2041-2070) selon différents scénarios d'émission de gaz à effet de serre à partir des nouvelles projections climatiques de référence DRIAS-2020. Ils sont consultables sur un site dédié publié par Météo-France en novembre 2022.

## Urbanisme

### Typologie
Au 1er janvier 2024, Heiltz-le-Maurupt est catégorisée commune rurale à habitat dispersé, selon la nouvelle grille communale de densité à sept niveaux définie par l'Insee en 2022.
Elle est située hors unité urbaine. Par ailleurs la commune fait partie de l'aire d'attraction de Vitry-le-François, dont elle est une commune de la couronne,. Cette aire, qui regroupe 73 communes, est catégorisée dans les aires de moins de 50 000 habitants,.

### Occupation des sols
L'occupation des sols de la commune, telle qu'elle ressort de la base de données européenne d’occupation biophysique des sols Corine Land Cover (CLC), est marquée par l'importance des territoires agricoles (68,4 % en 2018), en augmentation par rapport à 1990 (66,6 %). La répartition détaillée en 2018 est la suivante : 
terres arables (50,5 %), forêts (28,6 %), prairies (16,3 %), zones urbanisées (2,1 %), zones agricoles hétérogènes (1,7 %), eaux continentales (0,9 %). L'évolution de l’occupation des sols de la commune et de ses infrastructures peut être observée sur les différentes représentations cartographiques du territoire : la carte de Cassini (XVIIIe siècle), la carte d'état-major (1820-1866) et les cartes ou photos aériennes de l'IGN pour la période actuelle (1950 à aujourd'hui).

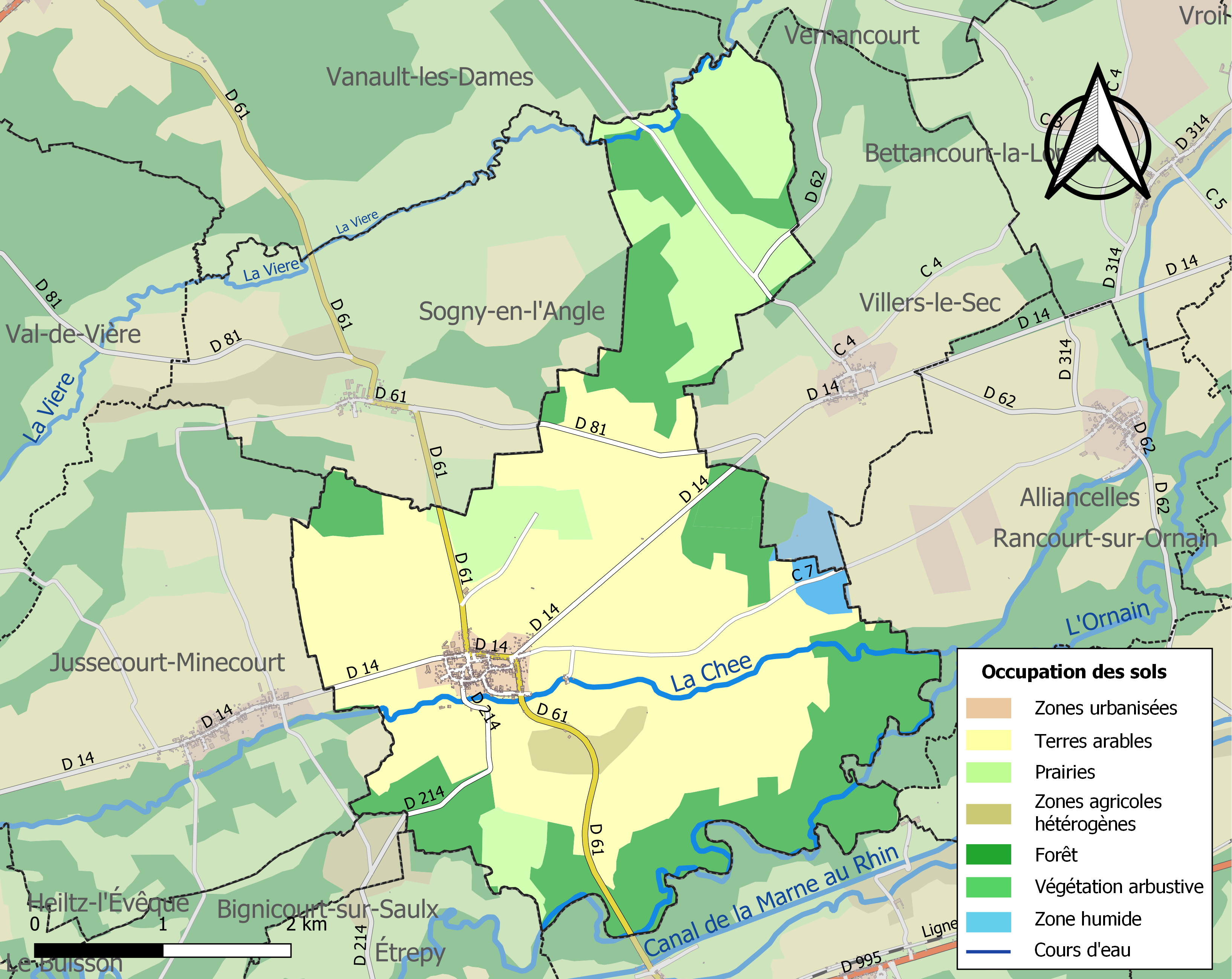
Carte des infrastructures et de l'occupation des sols de la commune en 2018 (CLC).

## Toponymie
Le nom de la localité est attesté sous les formes : Heis (1121-1126) ; Heiis (1147-1151) ; Heeys (vers 1165) ; Hesum Amaurici, Hes (1174) ; Heis Amaurici (1181) ; Heez (1184) ; Hesum Amalrici (1213) ; Hesum Almarici (1217) ; Heys le Mauru (1219) ; Hex (vers 1222) ; Hesum Almarrici (1229) ; Hasum Maurici (1232) ; Hesium (1233) ; Hesium Ammalrici (1234) ; Hasum (1239) ; Hees le Mauri (1241) ; Hesium Emmarici (1243) ; Heiz (vers 1252) ; Heilz (1259) ; Heys l'Esmauri (1261) ; Hes le Mauri (vers 1274) ; Hesum Marrici (1280) ; Hesium Almarauci (1285) ; Heys le Maurri (1290) ; Hez (1297) ; Hesyum (1298) ; Hesyum Almarrici (1304) ; Hezium Almarici (1307) ; Heix lou Marri (1309) ; Heis l'Amaury (1324) ; Hez le Maury (1381) ; Hez le Maurri (1384) ; Heiz le Maulru (1388) ; Heiz le Mauru (1401) ; Heilz le Maulru (1443) ; Heiz le Molru (1502) ; Helmaurup (1524) ; Het le Mauru (1530) ; Heillemauru (1547) ; Helmorup (1633) ; Heilmauru, Heilmoru (1651) ; Heilz-le-Maurupt (1676) ; Elmaurup (1730) ; Elmorup (1765) ; Helmaurupt (1767) ; Helmorup-en-Champagne (1768) ; Elmaurupt (1773) ; Heilmorup (1777) ; Helmaurupt en 1793. Ce n’est qu’au début du XIXe siècle que l’orthographe s’est définitivement et officiellement arrêtée sur Heiltz-le-Maurupt.
Heiltz, prononcé « el », est présent dans trois communes en Champagne : Heiltz-l'Évêque, Heiltz-le-Hutier et Heiltz-le-Maurupt. Il provient du germanique heisi (heis) au sens de « broussailles ». Heister en ancienne langue allemande signifierait « taillis » ou « bien boisé », il est possible que le même étymon soit à l'origine du mot hallot, nom local du chêne têtard, qui est associé à des toponymes en Normandie et en Picardie, que l’on retrouve notamment aux Hallots (Croixdalle, Seine-Maritime), au Bois du Hallot (Civières, Eure) ou encore à Sous les Hallots (Autheux, Somme).
La deuxième partie du toponyme a donc abandonné le souvenir du seigneur d’origine au XVIe siècle et a dégénéré en « mauvais rupt » (« mauvais ruisseau ») sans doute à cause de la Chée dont les crues peuvent être importantes.[réf. souhaitée]

## Politique et administration

### Intercommunalité
La commune, antérieurement membre de la Communauté de communes des Trois Rivières, est membre, depuis le 1er janvier 2014, de la communauté de communes Côtes de Champagne et Saulx.
En effet, conformément aux prévisions du schéma départemental de coopération intercommunale (SDCI) de la Marne du 15 décembre 2011, les quatre petites intercommunalités : 

- communauté de communes de Saint-Amand-sur-Fion, 
- communauté de communes des Côtes de Champagne, 
-  communauté de communes des Trois Rivières 
- communauté de communes de Champagne et Saulx 

ont fusionné le 1er janvier 2014, en intégrant la commune isolée de Merlaut, pour former la nouvelle communauté de communes Côtes de Champagne et Saulx.
Dans le cadre des prévisions du nouveau schéma départemental de coopération intercommunale (SDCI) de la Marne du 30 mars 2016, celle-ci fusionne le 1er janvier 2017 avec cinq des sept communes de Saulx et Bruxenelle (Étrepy, Pargny-sur-Saulx, Blesme, Saint-Lumier-la-Populeuse, Sermaize-les-Bains) pour former la nouvelle communauté de communes Côtes de Champagne et Val de Saulx, dont Heiltz-le-Maurupt est désormais membre.

### Liste des maires
| Période                                  | Période                      | Identité                                         | Étiquette | Qualité                                                             |
| ---------------------------------------- | ---------------------------- | ------------------------------------------------ | --------- | ------------------------------------------------------------------- |
| Les données manquantes sont à compléter. |                              |                                                  |           |                                                                     |
| 1875                                     |                              | Colelt                                           |           |                                                                     |
| 1876                                     |                              | Renaut                                           |           |                                                                     |
| 1912                                     |                              | Eugène Bichat                                    | Rad.      | Conseiller général d'Heiltz-le-Maurupt (1934 → 1940 et 1945 → 1958) |
| 1989                                     | 2009                         | Jacky Muneaux                                    |           |                                                                     |
| 2009                                     | 2014                         | Michel Bailly                                    |           |                                                                     |
| 2014                                     | En cours (au 4 juillet 2014) | Claudine Dubéchot Réélu pour le mandat 2020-2026 |           |                                                                     |

## Équipements et services publics

### Eau et déchets
Le service public des déchets est assuré par le Syndicat mixte du Sud-Est Marnais (SYMSEM), qui a mis en place une redevance incitative. La collecte des ordures ménagères résiduelles (en bacs noirs pucés ou en sacs rouges prépayés) et des emballages ménagers recyclables (en sacs jaunes) est réalisée en porte à porte. Le SYMSEM adhérant au syndicat de valorisation des ordures ménagères de la Marne (SYVALOM), ces déchets sont amenés en centre de transfert à Sainte-Menehould ou Vitry-en-Perthois, puis valorisés sur le site de La Veuve. La collecte du verre se fait en apport volontaire, avant transformation dans une usine de Reims. Pour les déchets volumineux ou dangereux, le SYMSEM met à disposition de ses habitants une plateforme de déchets verts et gravats, à Saint-Amand-sur-Fion, ainsi que 12 déchèteries, à Arrigny, Courtisols, Givry-en-Argonne, Mairy-sur-Marne, Pargny-sur-Saulx, Pogny, Sainte-Menehould, Thiéblemont-Farémont, Valmy, Vanault-les-Dames, Villers-en-Argonne et Ville-sur-Tourbe.

## Population et société

### Démographie
L'évolution du nombre d'habitants est connue à travers les recensements de la population effectués dans la commune depuis 1793. Pour les communes de moins de 10 000 habitants, une enquête de recensement portant sur toute la population est réalisée tous les cinq ans, les populations de référence des années intermédiaires étant quant à elles estimées par interpolation ou extrapolation. Pour la commune, le premier recensement exhaustif entrant dans le cadre du nouveau dispositif a été réalisé en 2004.

En 2022, la commune comptait 435 habitants, en évolution de +5,33 % par rapport à 2016 (Marne : −1,19 %, France hors Mayotte : +2,11 %).
| 1793 | 1800 | 1806 | 1821 | 1831 | 1836 | 1841 | 1846 | 1851 |
| ---- | ---- | ---- | ---- | ---- | ---- | ---- | ---- | ---- |
| 851  | 936  | 893  | 881  | 878  | 867  | 850  | 885  | 909  |

| 1856 | 1861 | 1866 | 1872 | 1876 | 1881 | 1886 | 1891 | 1896 |
| ---- | ---- | ---- | ---- | ---- | ---- | ---- | ---- | ---- |
| 863  | 808  | 815  | 768  | 775  | 745  | 744  | 739  | 707  |

| 1901 | 1906 | 1911 | 1921 | 1926 | 1931 | 1936 | 1946 | 1954 |
| ---- | ---- | ---- | ---- | ---- | ---- | ---- | ---- | ---- |
| 690  | 731  | 673  | 412  | 491  | 470  | 478  | 464  | 441  |

| 1962 | 1968 | 1975 | 1982 | 1990 | 1999 | 2004 | 2006 | 2009 |
| ---- | ---- | ---- | ---- | ---- | ---- | ---- | ---- | ---- |
| 397  | 407  | 376  | 384  | 405  | 383  | 391  | 386  | 395  |

| 2014 | 2019 | 2022 | - | - | - | - | - | - |
| ---- | ---- | ---- | - | - | - | - | - | - |
| 417  | 435  | 435  | - | - | - | - | - | - |

## Culture et patrimoine

### Lieux et monuments
- L'église Saint-Maurice,  Classée MH (1915)[42] a été construite au XIIe siècle puis remaniée au XVe siècle.
- Un temple protestant[43].

### Personnalités liées à la commune
- Abraham de Moivre (1667-1754), mathématicien français.
- Jean Osouf (1898-1996), sculpteur français y est né.
- Jean Mauret (1944-2024), né sur la commune, maître verrier.

### Héraldique
| Armes de Heiltz-le-Maurupt | Les armes de la commune se blasonnent ainsi : parti d'azur et d'or au buisson soutenu d'une tierce ondée, le tout de l'un en l'autre |